# Halictus mondaensis
Halictus mondaensis är en biart som beskrevs av Blüthgen 1923. Halictus mondaensis ingår i släktet bandbin, och familjen vägbin. Inga underarter finns listade i Catalogue of Life.